# Харцендорф, Кристиане
Кристиане Харцендорф (нем. Christiane Harzendorf; род. 28 декабря 1967, Борна, Лейпциг) — немецкая гребчиха, выступавшая за сборные ГДР и объединённой Германии по академической гребле в конце 1980-х — начале 1990-х годов. Бронзовая призёрка летних Олимпийских игр в Барселоне, чемпионка мира, победительница многих регат национального и международного значения.

## Биография
Кристиане Харцендорф родилась 28 декабря 1967 года в городе Борна, ФРГ. Проходила подготовку в Лейпциге в гребном клубе при Немецком институте физической культуры (DHfK).
Первого серьёзного успеха на взрослом международном уровне добилась в сезоне 1989 года, когда вошла в основной состав восточногерманской национальной сборной и выступила на чемпионате мира в Бледе, где одержала победу в зачёте распашных безрульных четвёрок.
В 1990 году побывала на мировом первенстве в Тасмании, откуда привезла награду бронзового достоинства, выигранную в восьмёрках — в решающем финальном заезде уступила только командам из Румынии и США.
Начиная с 1991 года Харцендорф представляла сборную объединённой Германии, в частности в этом сезоне выступила на чемпионате мира в Вене, где заняла пятое место в восьмёрках.
Благодаря череде удачных выступлений удостоилась права защищать честь страны на летних Олимпийских играх 1992 года в Барселоне — в составе экипажа, куда также вошли гребчихи Катрин Хаккер, Сильвия Дёрдельман, Керстин Петерсман, Дана Пириц, Аннегрет Штраух, Уте Вагнер, Юдит Цайдлер и рулевая Даниэла Нойнаст, финишировала в программе восьмёрок третьей позади экипажей из Канады и Румынии — тем самым завоевала бронзовую олимпийскую медаль. За это выдающееся достижение 23 июня 1993 года была награждена высшей спортивной наградой Германии «Серебряный лавровый лист».
После барселонской Олимпиады Кристиане Харцендорф ещё в течение некоторого времени оставалась в основном составе немецкой национальной сборной и продолжала принимать участие в крупнейших международных регатах. Так, в 1993 году она добавила в послужной список бронзовую медаль, полученную в восьмёрках на мировом первенстве в Рачице — здесь пропустила вперёд экипажи из Румынии и США.
В 1994 году в третий раз подряд стала чемпионкой Германии в восьмёрках и вскоре приняла решение завершить спортивную карьеру.